# Хаббард (ледник)
Ха́ббард (англ. Hubbard Glacier) — долинный древовидный ледник, крупнейший на побережье Аляски (США). Назван в честь Г. Г. Хаббарда.
Ледник берёт начало на горе Логан, что на территории Юкон (Канада), тянется на 122 километра (76 миль) и упирается в залив Якутат и залив Разочарования (англ. Disenchantment) на территории штата Аляска. Ширина фронтальной части ледника (упирающейся в заливы) на сегодняшний день приблизительно равна 9 километрам летом и около 15 зимой. В высоту фронтальная часть ледника достигает 120 метров над уровнем моря.
Возраст льда у подножья ледника Хаббард порядка 400 лет, именно столько времени требуется льду, чтобы спуститься с горы Логан к океану. Верхние 67 км находятся на территории Канады, нижние 48 км — в США. Средняя высота фирновой линии 850 м. С конца XIX века ледник продвигается по 17—18 м в год.
Перед тем как достигнуть моря, Хаббард соединяется с ледником Валери, «впадающим» в него с запада. Ледник Валери существенно увеличивает количество льда, доходящего до заливов, и в ближайшем будущем ледники грозят перекрыть их полностью.

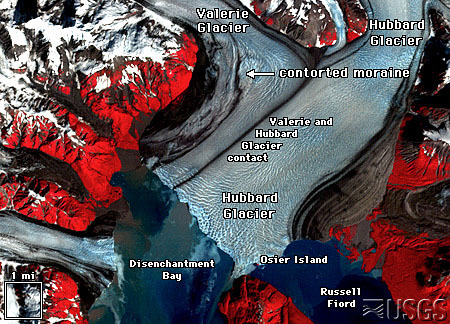
Карта ледника Хаббард

Ледник Хаббард — растущий. Он продолжает увеличиваться и продвигаться в течение приблизительно последних ста лет. В мае 1986 ледник Хаббард выдвинулся в море настолько, что заблокировал вход во фьорд Рассела (англ. Russell Fiord) и тем самым создал «озеро Рассел». За лето 1986 года новое озеро заполнилось пресными талыми водами, и его уровень повысился на 25 метров относительно уровня моря, а уменьшение солёности угрожало морской флоре и фауне.
В ночь на 8 октября перемычка, созданная ледником, не выдержала и разрушилась. За следующие 24 часа приблизительно 5,3 км³ воды вернулось назад в море и фьорд был повторно связан с океаном на его предыдущем уровне. Это было вторым по величине разрушением ледникового озера в зарегистрированной истории.
Нечто подобное случилось и весной 2002 года. Ледник снова выдвинулся на значительное расстояние в заливы, и морена вновь закупорила Фьорд Рассела. В середине августа после сильных дождей уровень воды в закупоренном заливе поднялся до 18 метров над уровнем моря, и вода смыла морену в океан. Однако из-за продолжающегося роста ледника подобное может случиться повторно (шанс довольно велик). Если залив будет заперт в очередной раз, то воды в нём поднимутся до такого уровня, что он выйдет из берегов с южной стороны и найдёт себе дорогу в Тихий океан через реку Ситук. Тем самым разрушит естественную среду обитания форели в реке, а также серьёзно повредит местный аэропорт.
Летом ледники Хаббарда и Валери тают, и от них откалываются айсберги. Их размеры порой поистине исполинские и могут достигать высоты 10-этажного дома. Эти гиганты представляют большую опасность для судоходства в данном регионе.